# Dyrzela increnulata
Dyrzela increnulata là một loài bướm đêm trong họ Noctuidae.